# (19913) Эгиптий
(19913) Эгиптий (лат. Aigyptios) — типичный троянский астероид Юпитера, движущийся в точке Лагранжа L4, в 60° впереди планеты. Астероид был открыт 19 сентября 1973 года голландскими астрономами К. Й. ван Хаутеном, И. ван Хаутен-Груневельд и Томом Герельсом в Паломарской обсерватории и назван в честь персонажа древнегреческой мифологии.

Орбита астероида Эгиптий и его положение в Солнечной системе